# 高光宇
高光宇（？—？），陕西肤施（今陕西延安）人，是一名清朝政治人物。拔贡出身。
高光宇曾于1653年接替唐瑾任青浦县知县一职，1656年由娄维嵩接任。